# Salle des habitants de L'Islet-sur-Mer
La salle des habitants de L'Islet-sur-Mer est un édifice communautaire construit en 1827 situé au cœur du village de L'Islet-sur-Mer à L'Islet (Québec). Cet édifice néoclassique servait à l'origine au délibération de habitant de la paroisse avant la création des municipalités en 1855. Elle est l'une des rares salles des habitants à avoir été construit à part du presbytère. Elle a été classée immeuble patrimonial en 1957.